# Sikkert primtal
Et sikkert primtal er et primtal på formen 2p + 1, hvor p er et primtal. p er således et Sophie Germain primtal.
De første sikre primtal er:
5, 7, 11, 23, 47, 59, 83, 107, 167, 179, 227, 263, 347, 359, 383, 467, 479, 503, 563, 587, 719, 839, 863, 887, 983, 1019, 1187, 1283, 1307, 1319, 1367, 1439, 1487, 1523, 1619, 1823, 1907, ...
Disse primtal kaldes "sikre" på grund af deres forhold til stærke primtal. Et primtal 'q' er et "stærkt" primtal, hvis 'q' + 1 og 'q' - 1 begge har nogle store primfaktorer. For et sikkert primtal  'q' = 2'p' + 1, har tallet 'q' - 1 naturligvis en stor primtalsfaktor, nemlig 'p', og så opfylder det sikre primtal 'q' en del af kriterierne for at være en stærkt primtal.                                                                                                                                                                                                                                                                                                                                                                                                                                    

## Reference
1. ↑  A005385 -OEIS